# Mavia
Mavia, (arabiska: ماوية, Māwiyya; också skrivet som Mawia, Mawai, eller Mawaiy, och ibland kallad Mania), död 425, var en arabisk beduindrottning, regent över en arabisk beduinstam i nuvarande södra Syrien mellan 375 och 425. Hon förde ett framgångsrikt krig med romarriket som slutade med fred på hennes villkor. Hon har kallats den antika arabvärldens mäktigaste kvinna efter Zenobia.

## Tidigare liv
Mavia tillhörde Tanukhiderna, en lös sammanslutning av arabiska beduiner som invandrade till södra Syrien från arabiska halvön under 200-talet och där bildade en seminomadisk federation med säte i Aleppo. När hennes make al-Hawari avled utan arvingar 375 efterträdde hon honom som Tanukh-federationens ledare. Mavia kom i konflikt med den romersk kejsar Valens, när denne ville utnämna en ariansk biskop i stället för den ortodox de arabiska kristna hade begärt. Huruvida Mavia själv var kristen vid denna tidpunkt är oklart: enligt vissa uppgifter blev hon det först senare, då hon under krigets gång omvändes av en asketmunk, som araberna förde fram som sin kandidat för den arabiska biskopstolen. Mavia övergav då sätet Aleppo och drog sig tillbaka ut i öknen.

## Kriget mot Rom
Våren 378 utlöste Mavia en revolt mot romarna i Syrien genom att stärka stöd bland den arabiska befolkningen både inom och utanför den syriska provinsen. Hon ledde själv sin armé mot de romerska provinserna Syria, Fenicien, Arabia och Palestina. Det faktum att hon saknade en fast bas och använde sig av gerillataktik gjorde det svårt för romarna att slå tillbaka. Hennes soldater var också kunniga i romersk stridsteknik. Hon besegrade de romerska guvernörerna i Palestina och Fenicien och mottog stöd från regionens stadsbefolkning. I Rom rådde oro för att hela östra romarriket skulle brytas loss. 
Mavia beskrivs som en skicklig fälttaktiker. Hon använde sig av romersk slagsfältsteknik och ett rörligt kavalleri med långa lansar. 
Det hela var en upprepning av Zenobias uppror över hundra år tidigare, men medan det den gången hade det varit just Tanukh-federationen romarna hade lyckats alliera sig med för att besegra Zenobia, var det nu just Tanukh romarna stod mot, och det fanns därmed ingen lokal kraft att använda som allierad. Mavia nådde Egyptens gräns, innan Rom kände sig tvingat att be om fredsförhandlingar. 

## Efter kriget
Mavia fick igenom sitt krav på att den ortodoxe Moses utsågs till arabisk biskop, bekräftade också de privilieger som Tanukh åtnjöt enligt kategorin romarnas allierade och återfick de privilegier de hade åtnjutit före kejsar Julius regeringstid. Hennes dotter Chasidat gifte sig med den romerska arméns kommendant Victor som ett tecken på den förnyade alliansen. Mavia å sin sida gick med på att sända sin armé för att hjälpa romarna mot goterna, som hade attackerat Konstantinopel. Tanukhs blev dock besegrade, vilket ledde till att romarna slöt förbund med goterna i stället. Detta missgynnade Tanukhs, som 383 återigen gjorde uppror. Det nämns ingenting om Mavias del i detta andra uppror. Det andra kriget avslutades dock snabbt med en romersk seger som bröt alliansen för gott. 
Mavia avled Anasartha öster om Aleppo år 425.